# Карпентер, Гордон
Гордон К. «Коротышка» Карпентер (англ. Gordon C. «Shorty» Carpenter; 24 сентября 1919 года, Аш-Флат, Арканзас, США ― 8 марта 1988 года, Лейквуд, Колорадо, США) ― американский баскетболист. Был удостоен золотой медали, одержав победу налетних Олимпийских играх 1948 года в составе мужской сборной США по баскетболу.

## Биография
Родился в городе Аш-Флат, Арканзас. Получил прозвище «коротышка», несмотря на свой рост в 197 сантиметров. Карпентер играл в баскетбольной команде колледжа в университете штата Арканзас, в составе которой дебютировал в турнире All-Southwest Conference в 1943 году. Позднее играл в чемпионате ААУ за команды «Филлипс 66» и «Денвер Шевролетс».
Был тренером мужской национальной сборной США по баскетболу на Чемпионат мира по баскетболу 1950, на котором его подопечные были удостоены серебряных медалей.
Имя Гордона Карпентера было включено в Спортивный зал славы Арканзаса и Спортивный зал славы Хелмса. После завершения своей игровой карьеры Гордон был рефери на чемпионате Big Eight Conference.